# Малакастра (округ)

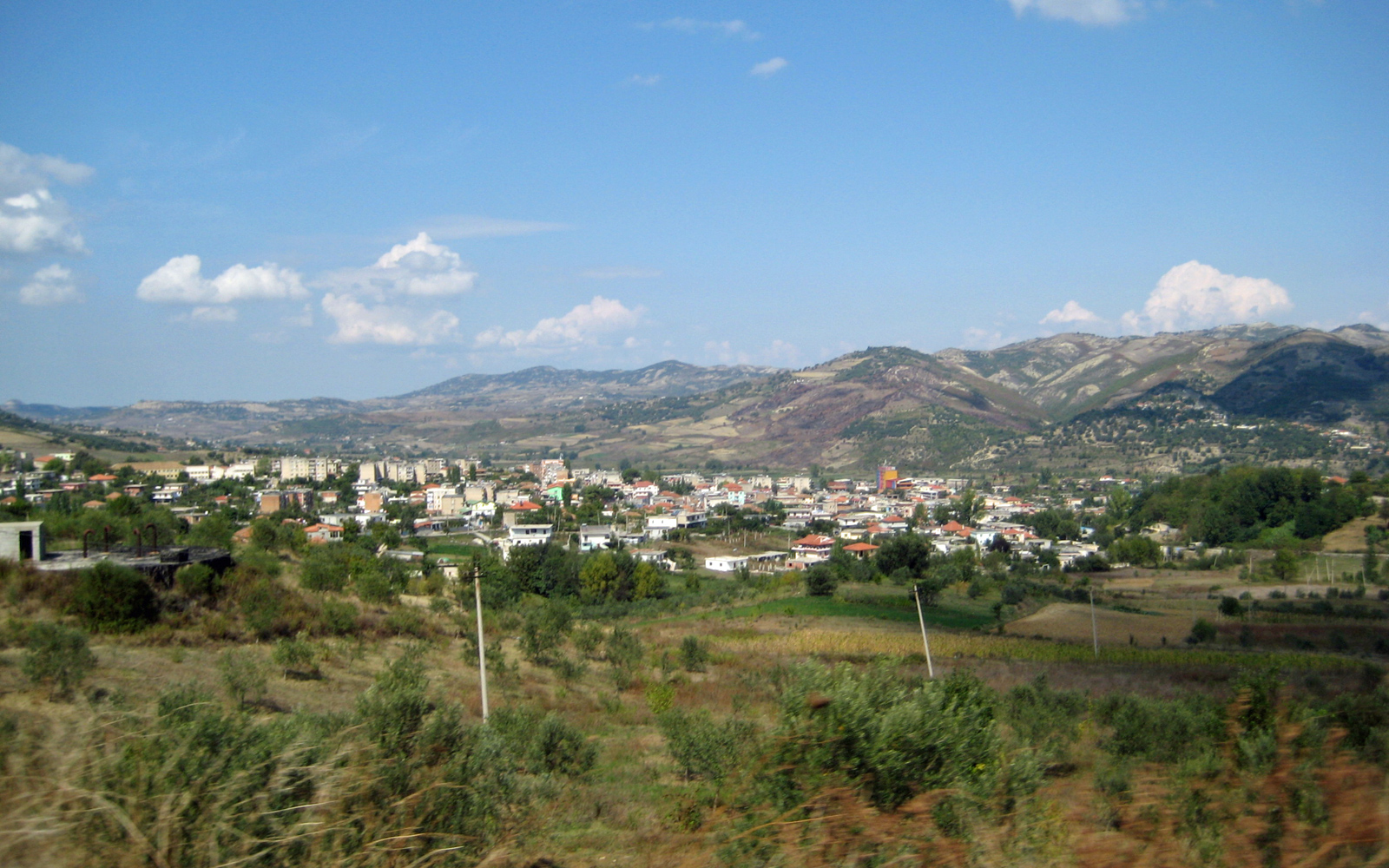
Город Балши и холмы округа Малакастра

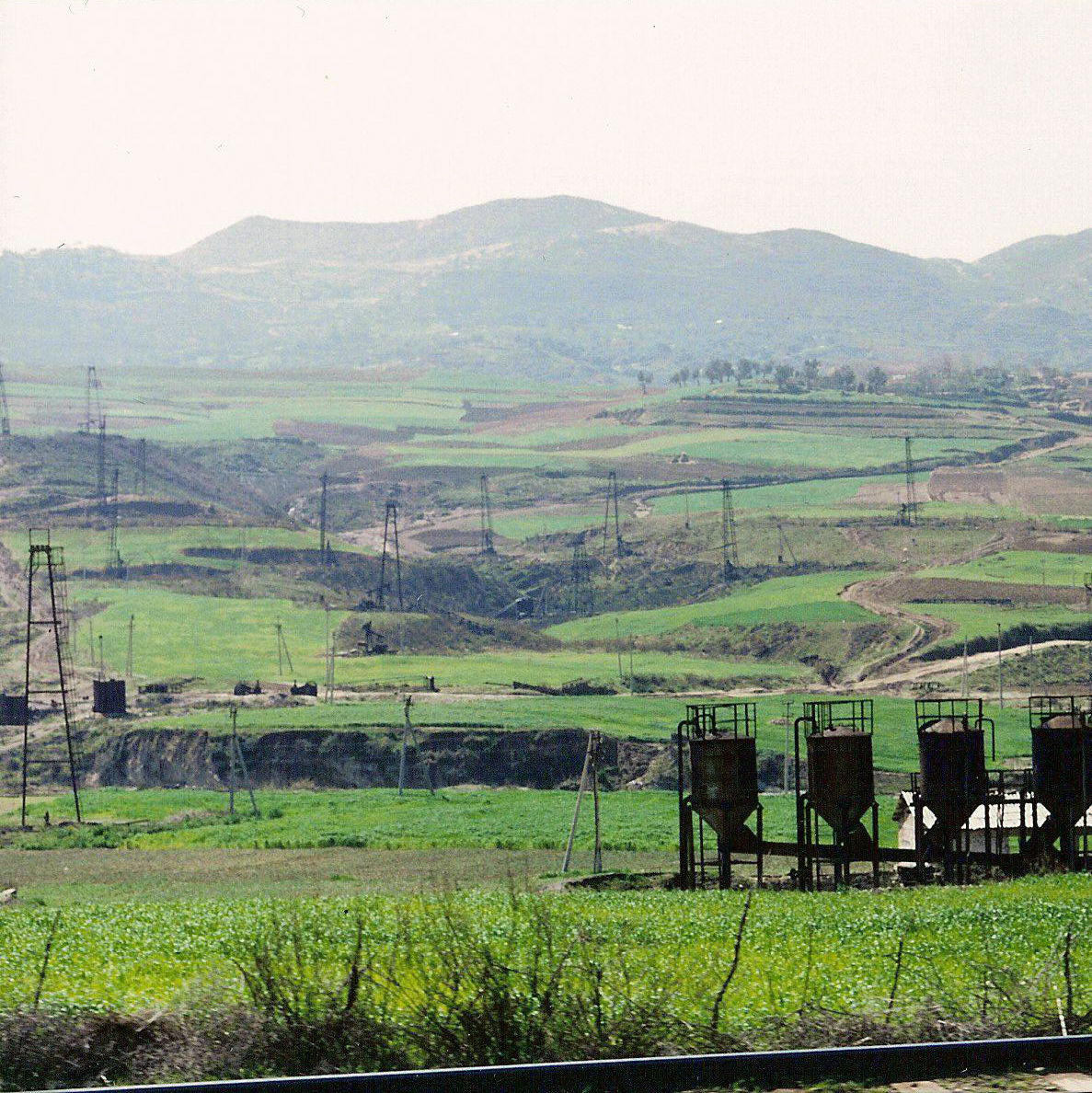
Местность в районе нефтедобычи

 Малакастра  (алб.  Rrethi i Mallakastrës ) — один из 36 округов Албании, расположенный в центральной части страны.
Округ занимает территорию 325 км² и относится к области  Фиери. Административный центр — город Балши.
Население — преимущественно мусульмане, из них половина — бекташи.

## Географическое положение
Область Малокастра, давшая имя округу, состоит из примыкающей на юге к долине Мюзеке (Музакье) холмистой местности между городами Берат и Влёра. Высочайшая точка — Maja e Shëndëllise (712 м). К западу и северу холмы постепенно переходят в равнину. Южную границу округа образует широкая долина реки Вьоса, а на севере холмы сменяет долина Мюзеке.

## Экономика и промышленность
Малакастра является центром нефтедобывающей промышленности Албании. Это негативно влияет на внешний облик и окружающую среду округа. В Балши расположен нефтеперерабатывающий завод.

## Транспорт
Округ расположен к югу от города Фиери на важной транспортной магистрали, соединяющую города Балши, Тепелена, Гирокастра и ведущую к границе с Грецией.
В Балши заканчивается железнодорожная ветка Фиери-Балши.

## Достопримечательности
Округ имеет богатую историю.
В Балши находится раннехристианская церковь. Несколькими километрами южнее находятся руины древнего иллирийского города Byllis.

## Административное деление
Территориально округ разделён на город Балши и 8 общин: Aranitas, Fratar, Greshica, Hekal, Kuta, Ngraçan, Qendër (Dukas), Selita.